# Manuela Soto Sosa
Manuela Soto Sosa (* 8. Februar 1991 in Yverdon-les-Bains) ist eine schweizerisch-uruguayische Mixed-Media-Künstlerin und Tätowiererin. 2018 designte sie das Cover von Billie Eilishs Single „When the Party’s Over“.

## Leben
Manuela Soto Sosa in der Schweiz geboren und aufgewachsen. Ihre Mutter ist Schweizerin, ihr Vater uruguayischer Herkunft. Mit 13 Jahren zogen sie und ihre Familie nach Lausanne, wo sie Illustration studiert und 2018 im Alter von 18 Jahren begann zu tätowieren. Mit 20 Jahren lebte sie kurzzeitig in Japan, wo sie in Kontakt mit Manga und Hentai kam. Soto Sosa lebt seit 2018 in Los Angeles und betreibt dort ein Tattoo-Studio.

## Karriere

### Als Tattoo-Artist
Soto Sosa startete ihre Karriere als Tätowiererin 2010 unter dem Namen „Soto Gang“. Ihr Stil ist von Manga, Hentai beeinflusst. Die hyperrealistischen, meist stark sexualisierten Frauenkörper ihrer sogenannten „Soto Girls“ sollen laut Soto Sosa selbstermächtigend wirken. Zwischen 2014 und 2018 reiste sie als Tattoo-Künstlerin durch Europa, Asien und die USA. Seit 2018 lebt sie in Los Angeles und eröffnete dort ein Sang Bleu-Tattoo-Studio. Im selben Jahr designte sie das Cover von Billie Eilishs Single „When the party's over“. 2020 eröffnete sie mit dem „Softflex“ ein neues Tattoo-Studio, wo sie auch Mentoring-Programme für junge Künstlerinnen anbietet.

### Kleidung und Kosmetik
Seit 2019 hat Soto Sosa ein Kleiderlabel namens „Soto Worldwide“. Sie hat für Kollektionen und Merchandise mit Künstlern und Marken wie Billie Eilish, Lil Miquela, NYX Cosmetics, Savage x Fenty und GlossGang zusammengearbeitet.

### Ausstellungen
- „Meant to be“, Lubov NYC, 2018[12]
- „28 Days, 6 Hours, 42 Minutes, 12 Seconds, Lubov & Mikro“ Zürich, 2019[13]
- Gruppenausstellung „Sang Bleu“, Paris Internationale, 2019[14]
- „Part of who you are is who you will be“, New Image Art Gallery, West Hollywood, 2020[15]
- „Shattered Glass“. Jeffrey Deitch Gallery, Art Basel Miami, 2022[16]